# Диантимонид осмия
Диантимонид осмия — бинарное неорганическое соединение
осмия и сурьмы 
с формулой OsSb2,
кристаллы.

## Получение
- Нагревание чистых веществ в вакууме:

{\displaystyle {\mathsf {Os+2Sb\ {\xrightarrow {T}}\ OsSb_{2}}}}

## Физические свойства
Диантимонид осмия образует кристаллы двух модификаций:
- структура типа лоллингита, ромбической сингонии, параметры ячейки a = 0,6684 нм, b = 0,5937 нм, c = 0,3210 нм, Z = 2;
- структура типа марказита, ромбической сингонии, пространственная группа P nnm, параметры ячейки a = 0,5924 нм, b = 0,6666 нм, c = 0,3202 нм, Z = 2.

Является полупроводником n-типа
.